# Lynne Coxová
Lynne Coxová (* 2. ledna 1957 Boston) je americká spisovatelka a především plavkyně na dlouhé vzdálenosti pod širým nebem. Nejlépe je známá tím, že byla první ženou, která přeplavala vzdálenost mezi dvěma Diomedovymi ostrovy v Beringově úžině a tím i hranici mezi Spojenými státy americkými a Sovětským svazem v dobe studené války. Tento výkon vedl ke zmírnění studené války i k uvolnění vztahů mezi americkým prezidentem Ronaldem Reaganem a sovětským vůdcem Michailem Gorbačovem

## Kariéra
V roce 1971 zdolala spolu s dalšími členy týmu průliv mezi kalifornským ostrovem Santa Catalina a pevninou. V roce 1972, jako patnáctiletá, stanovila rekord v Lamanšském průlivu. Z Anglie do Francie přeplavala za 9 hodin a 57 minut. Když byl její rekord překonán, tak se následující rok vrátila a vytvořila nový rekord, kdy průliv zdolala za 9 hodin a 36 minut. V roce 1975 se stala první ženou, která přeplavala Cookův průliv mezi severním a Jižním novozélandským ostrovem. V roce 1976 přeplavala jako první člověk Magalhãesův průliv. Rovněž jako první obeplavala jihoafrický Mys Dobré naděje. Po mnoha letech vyjednávání se Sovětským svazem ji bylo v roce 1987 umožněno, aby přeplavala z Malého na Velký Diomedův ostrov, čímž překonala nejen Beringovu úžinu a hranici mezi dvěma státy, ale v době studené války i železnou oponu. Později se věnovala plavání v antarktických vodách. V roce 1988 přeplavala jako první žena jezero Bajkal, v roce 1992 jezero Titicaca.
V roce 2004 vydala knihu Swimming to Antarctica, která vyšla v roce 2014 i v českém jazyce pod názvem Antarktická míle, v níž popisuje své předchozí úspěchy.

## Ocenění
V roce 2000 byla uvedena do Mezinárodní plavecké síně slávy. Její jméno nese asteroid 37588 Lynnecox.